# コンゴーニャス空港
コンゴーニャス空港（コンゴーニャスくうこう、Aeroporto de Congonhas）は、ブラジルのサンパウロ市内にある空港。サンパウロのIATA都市コードはSAOであるが、IATA空港コードは「CGH」を使用している。
、空港運営者 Infraero は公式サイト内で空港名を「サンパウロ/コンゴーニャス空港」 (Aeroporto de São Paulo/Congonhas) に変更したと述べているが、こちらの空港サイト（ポルトガル語、英語）では「コンゴーニャス空港」と表記されている。日本語では「サンパウロ/コンゴーニャス空港」よりも「コンゴーニャス空港」の方が多用されている

## 概要
ブラジル最大の都市であるサンパウロの市内にあり市内中心部からのアクセスが良好なこともあり、開港当時より現在に至るまでサンパウロの主要空港の1つとして、第二の都市であるリオ・デ・ジャネイロや、ブラジリア、ベロオリゾンテ、マナウスなど、ブラジル各地への国内路線が多数運航されている。
特にリオ・デ・ジャネイロ市内中心部にあるサントス・デュモン空港との間には、複数の航空会社により、「ポンチ・アエレア」と呼ばれる世界有数の便数と旅客数を持つシャトル便が運航されている。
開港当初から国内線と近距離国際線の両方が運行されており、サンパウロに1960年にヴィラコッポス国際空港が、さらに1985年にグアルーリョス国際空港が開港して以降も旅客数は増加を続けた。2005年には年間1714万人の旅客数を数え、90秒に1機の割合で離着陸が行われるなど、ブラジル国内のみならず南アメリカでも有数の混雑空港となった。その混雑ぶりから「南半球で最も混雑した空港」と言われる。
2007年7月17日に乗員乗客全員と地上にいた12名を含む計199名が犠牲となり、南米史上最悪の航空機事故となったTAM航空3054便オーバーラン事故が発生している。この事故の数ヶ月前と前日にも同じ滑走路でオーバーランが発生しており（この時は死者が出ていない）世界屈指の危険な空港の１つとされている。
このため、安全上の観点から発着回数の制限が導入された。またこれ以降エアバスA300のようなワイドボディ機の発着は禁止され、ボーイング737やエアバスA320のようなナローボディ機以下の機材しか発着は許可されていない。

## 歴史

### 開港

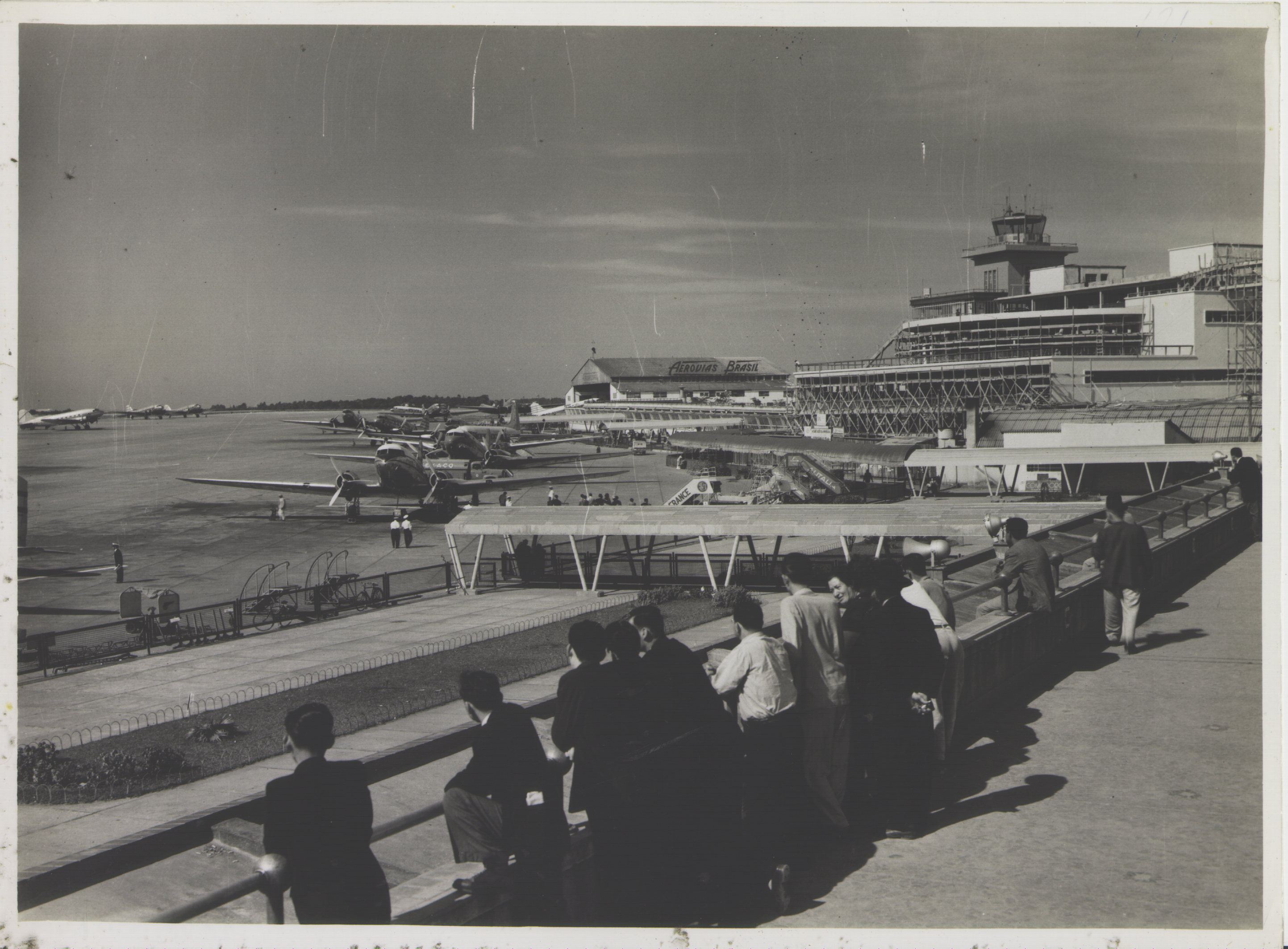
1950年代初期

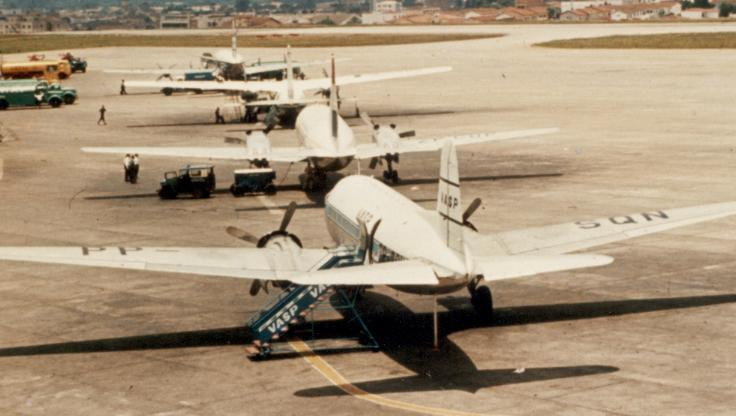
VASP航空のサーブ 90 スカンディア型機（1965年）

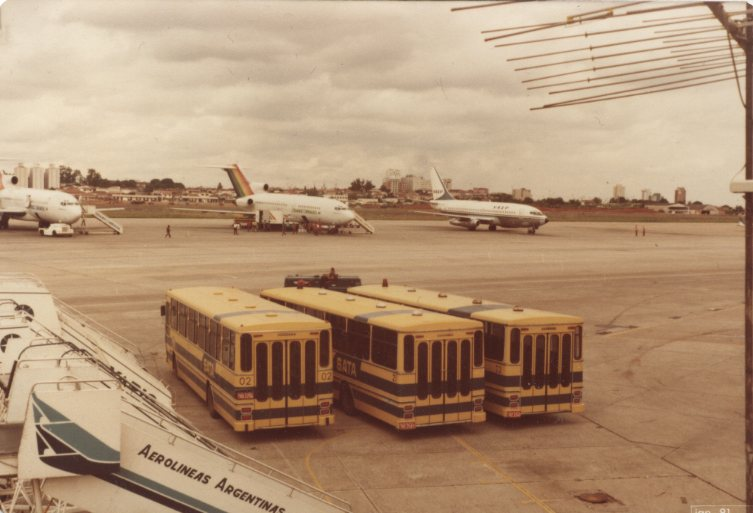
VASP航空のボーイング737やトランス・ブラジル航空のボーイング727型機（1981年）

サンパウロ市内中心部から8キロのカンポ・ベロ地区の住宅地（現在）の真ん中に、1919年に飛行機の離着陸場として整備され、1936年に空港として本格的に運用されるようになった。また拠点を置く航空会社の本社や整備用ハンガー、駐車場なども建設された

### 拡大
その後、1940年代後半の第二次世界大戦後の航空需要の急増や、ダグラス DC-4やダグラス DC-6、ロッキード コンステレーションなどによるREAL航空やアリタリア航空、エールフランス航空やルフトハンザ航空などの大型機材の乗り入れを受けて、滑走路の延長や国内、国際線ターミナルビルの増築が行われた。

### 乗り入れ航空会社の移転
また1950年代後半から1960年代前半に入り、ヴァリグ・ブラジル航空やアリタリア航空、エールフランス航空や日本航空、ルフトハンザ航空やKLMオランダ航空などの乗り入れ航空会社が、相次いでボーイング707やダグラス DC-8、コンベアCV880やCV990などの大型ジェット旅客機を導入した。
しかし既に周りが住宅地になってしまったために滑走路の延長ができず、これらの大型ジェット旅客機で乗り入れた航空会社は1960年代にかけて、やむなくヴィラコッポス国際空港に乗り入れ空港を移転した。

### 再度の増改築
またこのころ、ヴァリグ・ブラジル航空やクルゼイロ航空などにより、リオ・デ・ジャネイロのサントス・デュモン空港との間にシャトル便「ポンチ・アエレア」が就航したことで、利用客が急増し、国内線ターミナルビルの再度の増改築が行われた。しかしボーディングブリッジの整備は行われなかった。
さらにシュド・カラベルやボーイング727、BAC 1-11などのジェット機が就航したことで、滑走路のさらなる延長の必要が出たことを受けて、やむなく現在の長さに滑走路の延長がなされた。

### 改修工事
滑走路の延長や新滑走路の追加は周辺環境上不可能であるために、1970年代後半からは1便当たりの搭乗者数の増加を見込んで、クルゼイロ航空やVASP航空などによりワイドボディ機のエアバスA300の乗り入れが開始されたが、安全基準の変更により2000年代後半になって乗り入れ禁止となった。
2007年にはターミナルの大幅改修工事が完了し、ボーディングブリッジが本格的に整備された他、慢性的に不足していた駐車場も増床され3300台が駐車できるようになった。またアルゼンチンやウルグアイ、パラグアイやボリビアなどへの近距離国際線の発着が停止されたことから、出入国管理関連の施設が廃止された。

### 現在

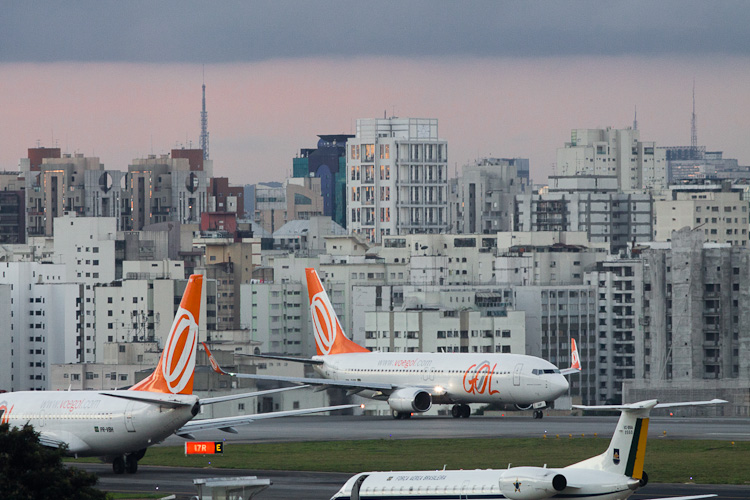
混雑する空港（2016年）

1996年と2007年に相次いで起きた空港隣接地にまで被害を及ぼす事故により、ボーイング737シリーズやエアバスA320シリーズなどの中型ジェット機の発着禁止措置の早期施行のみならず、立地条件上これ以上の拡張工事は期待できない空港自体の廃止を唱える意見も再び噴出してきていた。
しかし、2014年にサンパウロでも開催されたFIFAワールドカップや、2016年にリオ・デ・ジャネイロで開催された夏季オリンピックの開催に伴い、サンパウロ市内外の空港利用客が増加することが予想されたため、近年中の空港廃止の予定はなくなった。
また、ターミナルのみならず、空港内の各種設備の老朽化が進んでいることや、市内電車とのアクセスの整備の計画があることなどから、改修工事は現在も段階的に行われている。

## 問題点

### 短い滑走路

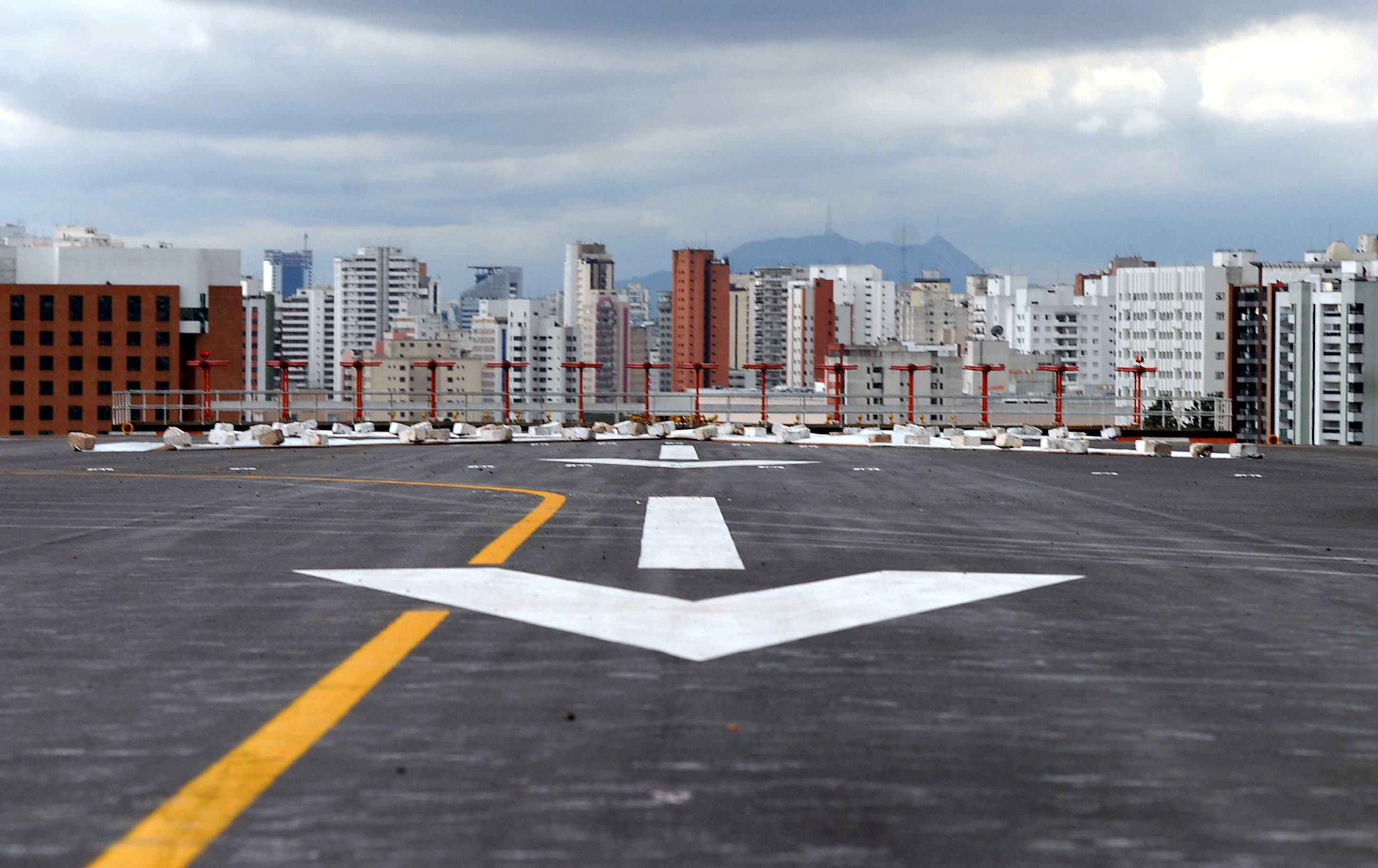
滑走路端

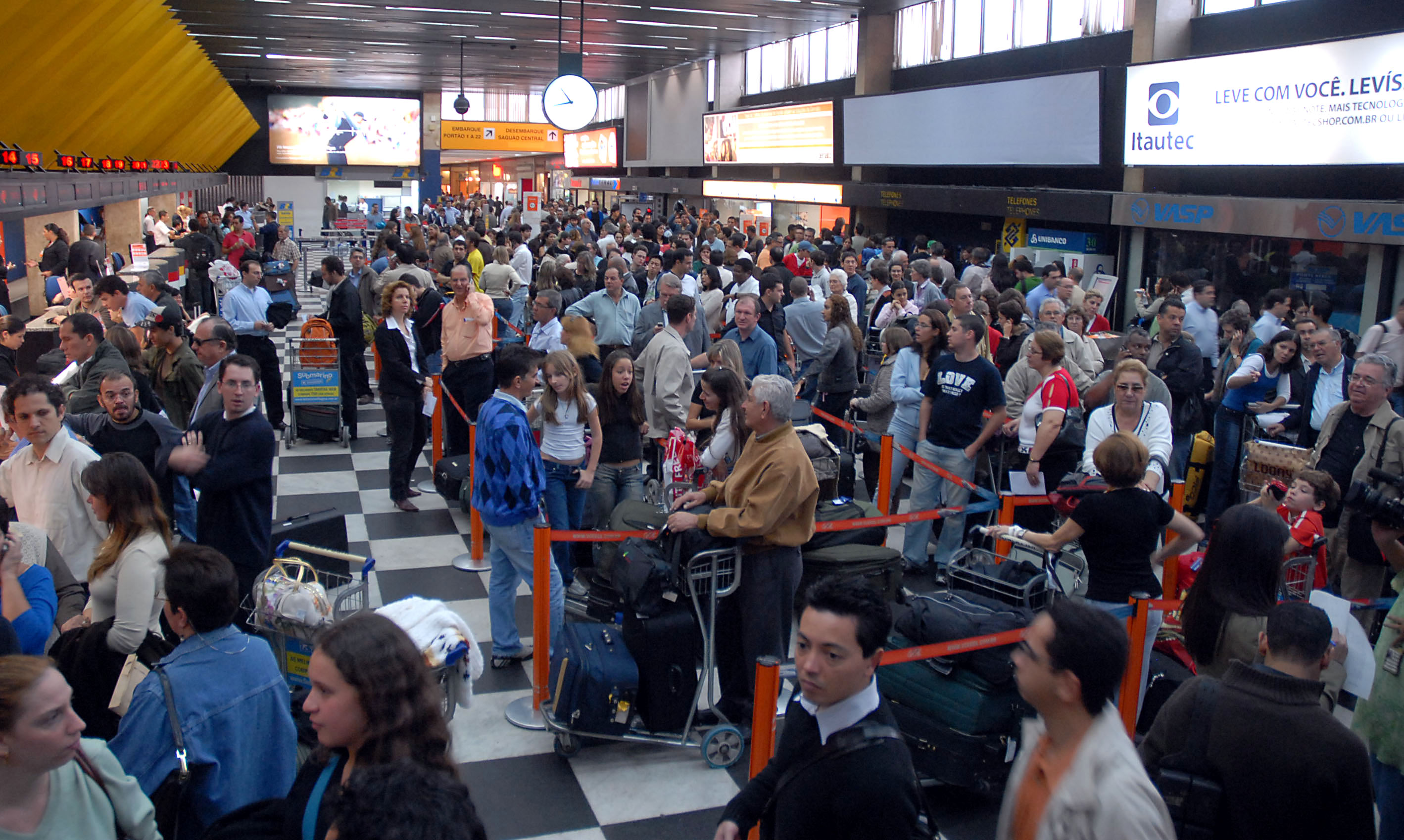
混雑する出発カウンター

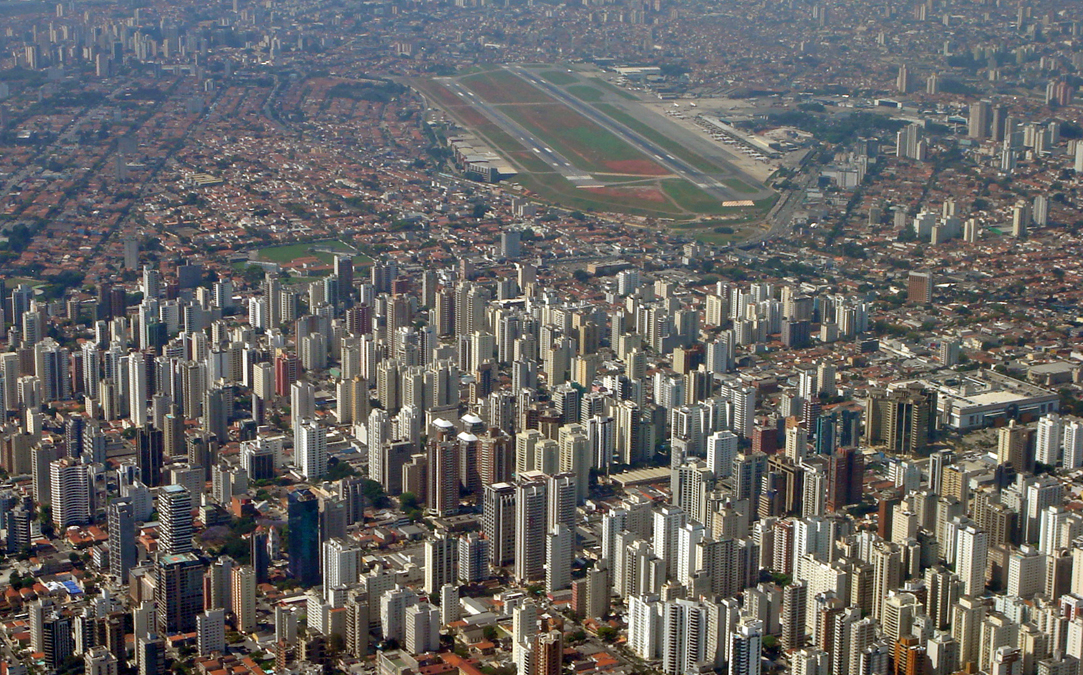
空港周辺の航空写真

もともとレシプロ機の発着を前提として1930年代に建設され、その後ジェット機の普及を受けて1960年代と1970年代に相次いで拡張されたこの空港の2本の滑走路は1,940mと1,435mである。
これは今日の大型ジェット旅客機（ボーイング777やエアバスA350など）が離着陸に必要とされている2,500mはおろか、中型ジェット旅客機 （ボーイング787やエアバスA330など）が離着陸に必要とされている2,000mにも満たない。
航空業界では、ネパールのテンジン・ヒラリー空港、ポルトガルのマデイラ空港などと並んで世界一危険な空港として、パイロットなどから認知されており、その地形などからも｢空母｣とあだ名されている。

### 立地
しかも、航空写真の様に30-50階以上の高層アパートを含む住宅地の中に取り残された陸の孤島のようなこの空港は、滑走路端を複数の幹線道路が走っていることもあり、退避ゾーンになるようなスペースの余裕がほとんどない上に、滑走路の片側が崖になっていることもありこれ以上退避ゾーンを作る余裕もない。このため過去にはオーバーラン事故や周辺地への墜落事故が数回発生している。
安全性の観点から、離着陸滑走距離が2000メートルぎりぎりにもかかわらず乗り入れされていた、ワイドボディ機のエアバスA300の乗り入れが2000年代に禁止され、その後も数度に渡りボーイング737やエアバスA320などの中型ジェット機の発着禁止が議論されてきたものの、利便性を優先するためもありこうした問題は今日まで先送りのままとなっている。
また、旅客ターミナルや駐機場の横方向への増築のみならず、完全な建て替えも事実上不可能であり、旅客及び荷物の処理能力も限界に近いという指摘がある。

### 事故

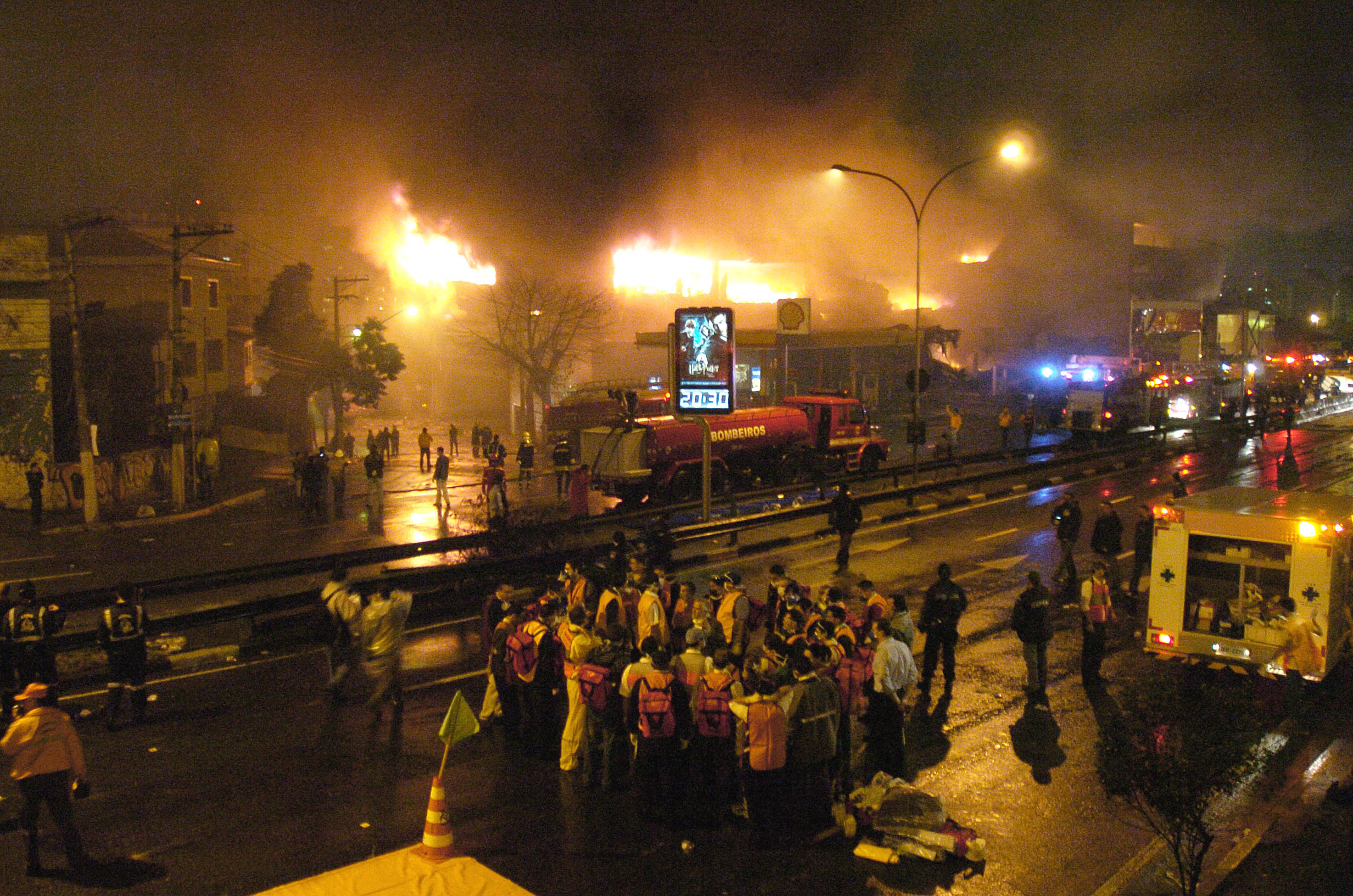
滑走路先で炎上するTAM航空3054便

そうした中、1996年10月31日にリオデジャネイロに向けて離陸したTAM航空402便 (フォッカー 100)が、離陸直後に逆噴射装置が故障し空港から2キロの住宅地に墜落し、乗客乗員95人と地上の4人が死亡した。
さらに2007年7月17日に、ブラジル南部ポルトアレグレ発のTAM航空3054便 (エアバスA320) がオーバーランして滑走路先の同社の貨物施設とガソリンスタンドに激突、炎上するという事故が発生した。この事故で乗員乗客187人全員と地上の12人が死亡した。事故の原因はパイロットの不適切な逆噴射装置の操作とされているが、一部報道では滑走路の水はけの悪さによるハイドロプレーニング現象で機体がスリップしたことが原因の一つであるという指摘もある。
また、これらの事故のほかにも、コンゴーニャス空港の滑走路や誘導路を逸脱して空港周辺の一般道路や住宅地に落ちたものの、大事故に至らなかった事故が多発している。

### 放置機材問題
上記のように、敷地をこれ以上広げることができないためにただでさえ駐機エリアが狭い上に、2005年に運航を停止したものの、その後法廷闘争に入り資産の保全が求められたために売却や廃棄処分ができないままとなっているVASP航空のボーイング737型機やエアバスA300型機が、整備地域の駐機エリアに10機ほど放置されたままになっていた。
しかしその後、2014年に開催されるFIFAワールドカップ開催や、2016年にリオ・デ・ジャネイロで開催される夏季オリンピックの開催までにこれらの放置機材を処分することが必要であると言われていたことを受け、2013年に解体と撤去が行われた。

## 3空港の棲み分け

### 乗り継ぎ

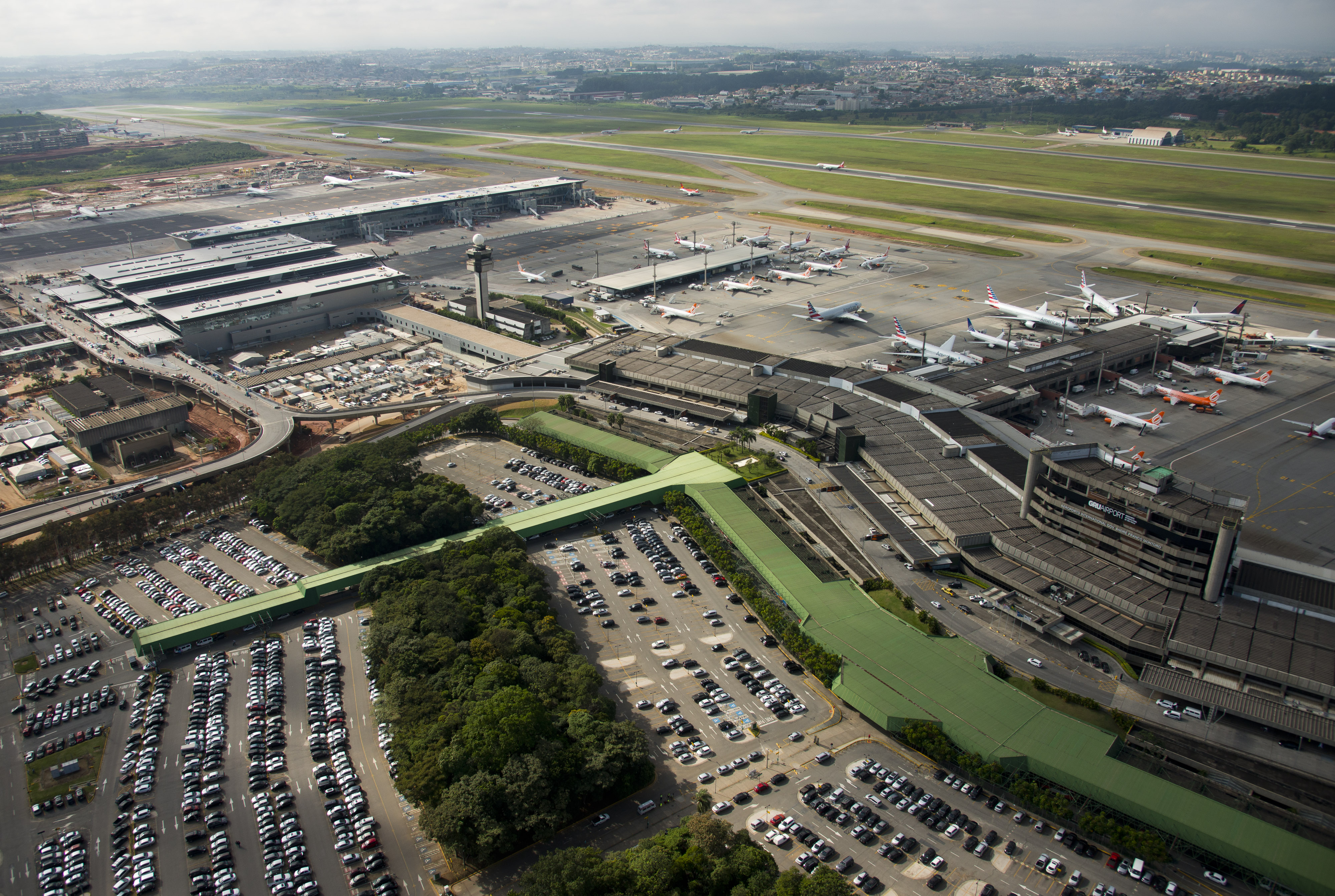
グアルーリョス国際空港

サンパウロはブラジル最大の都市であるにもかかわらず、上記のようにコンゴーニャス国際空港は滑走路が短いため、1960年代以降の長距離国際線の主力機材であった、ボーイング707やダグラス DC-8、そして1970年代に登場したボーイング747やマクドネル・ダグラス DC-10などの、離着陸に2000メートル以上の滑走路長を要する大型機材の就航が不可能な上、市街地にあり滑走路の延長など空港の規模拡張が困難であった。
その上に、長距離国際線にも対応する本格的な国際空港が、市内より100キロ近く離れたカンピーナス市にあるヴィラコッポス国際空港しかなく、サンパウロから海外へ向かう多くの乗客は、2時間近くかけてコンゴーニャス空港よりバスでヴィラコッポス国際空港に行くか、コンゴーニャス空港で出国手続きを終えた後にリオ・デ・ジャネイロのガレオン国際空港で国際線に乗り継いでおり（なお、フラッグキャリアのヴァリグ・ブラジル航空の長距離国際線は、ヴィラコッポス国際空港ではなくハブが置かれているガレオン国際空港を主に使用していた）、その利便性の低さが問題視されていた。このため、1960年代から市街近郊への新空港建設の必要性が叫ばれていた。

### 現在
その後、1970年代に入り、新空港をサンパウロ市北東部のグアルーリョス市にあるブラジル空軍基地を拡張して建設することに決まり、その後1985年1月20日にグアルーリョス国際空港が開港した。
その後コンゴーニャス空港への国際線の乗り入れが停止されたこともあり、現在はシャトル便を中心とした国内線はコンゴーニャス空港、国際線とシャトル便以外の国内線はグアルーリョス国際空港、国内、国際貨物便と格安航空会社はヴィラコッポス国際空港を使用することが多い。

## 施設
空港の敷地面積は165haである。元々、高台の上に立地しているため、滑走路の両端は崖となっている。旅客ターミナルは1棟でモダニズム建築の傑作と高い評価を得ている建物である。2007年にレトロなデザインを生かす形で改装工事が行われた。搭乗エリアと駐車場の増築も行われた。敷地が狭いため、これ以上の拡張は困難と見られている。

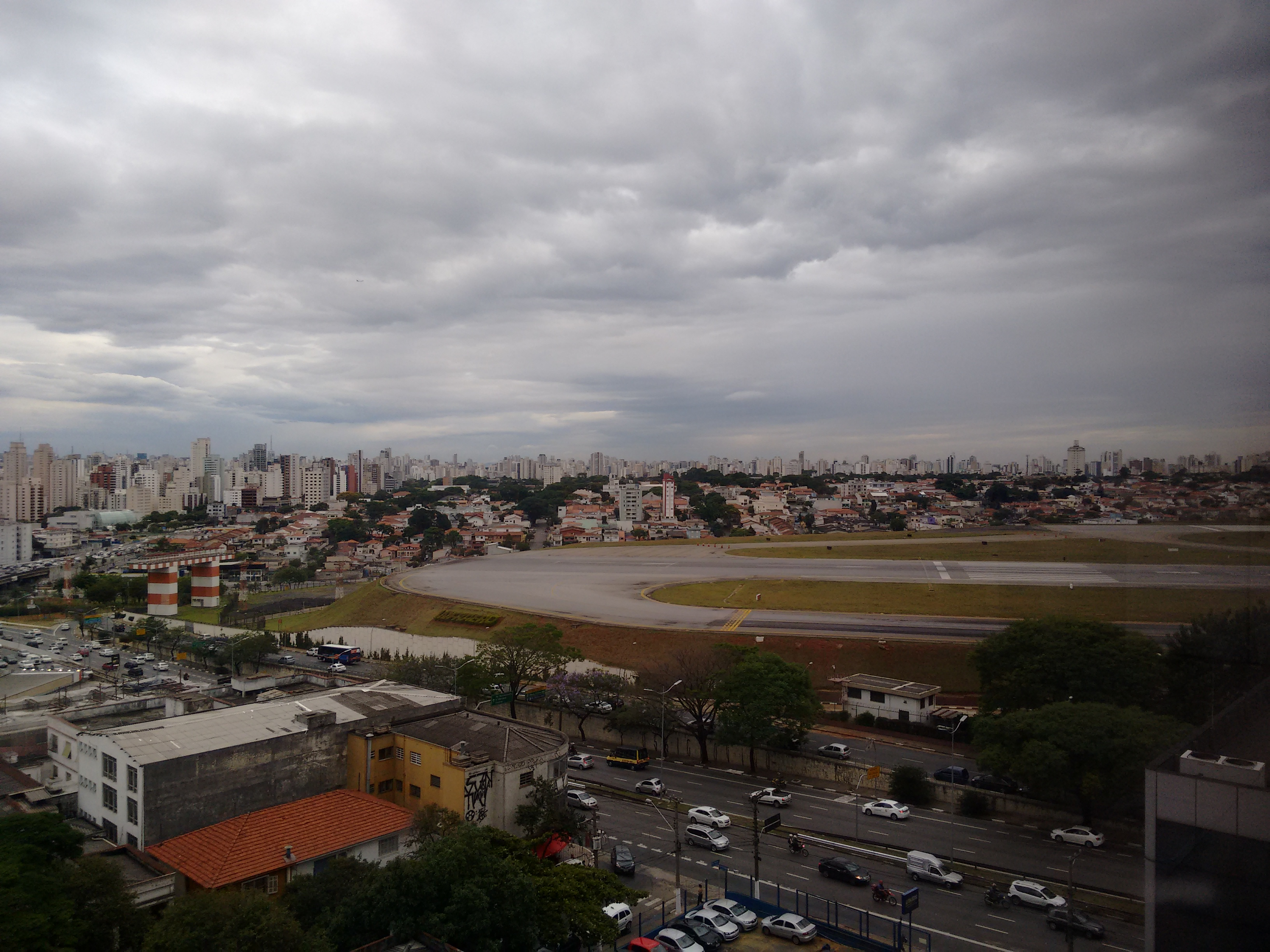
滑走路
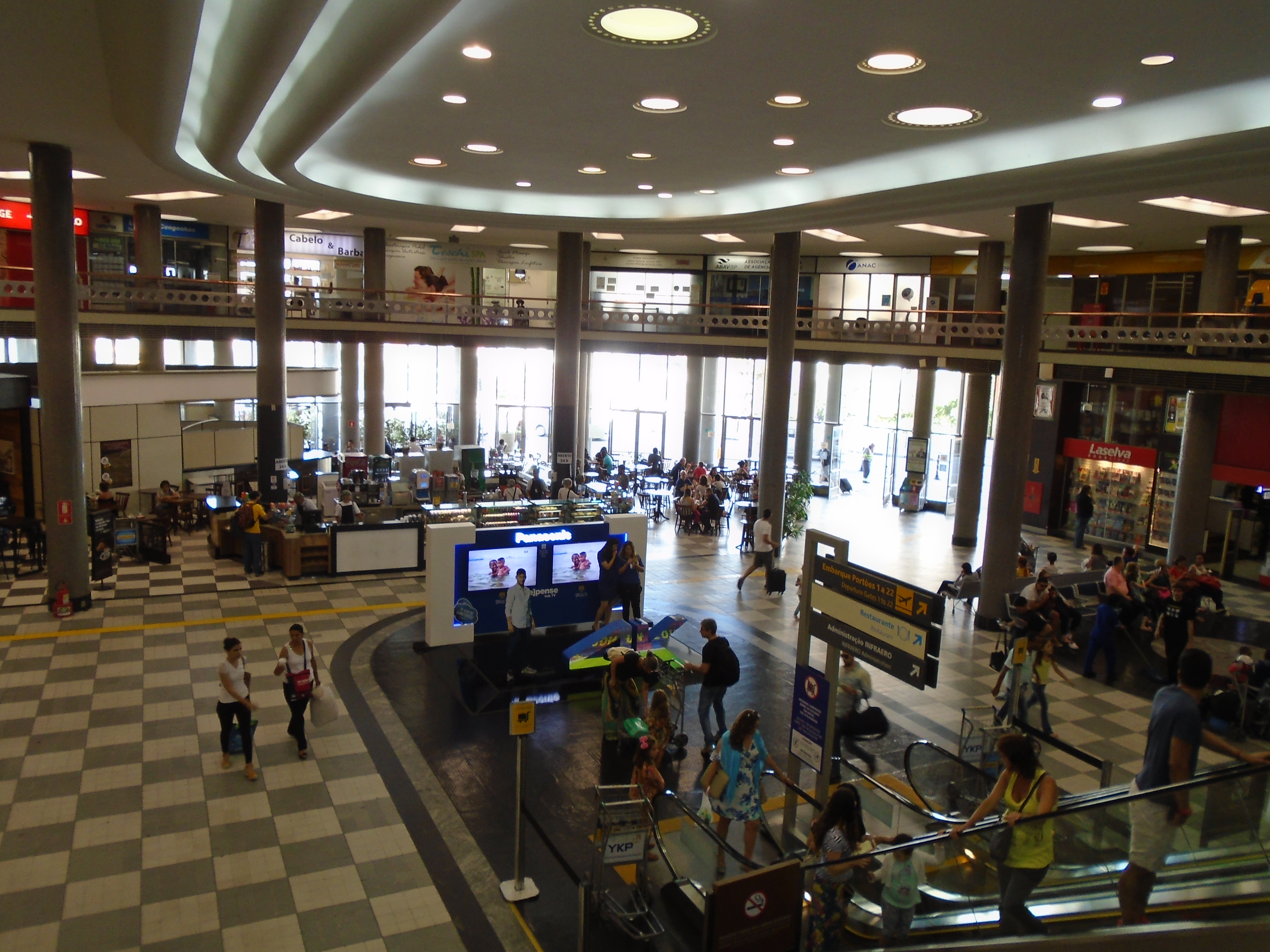
ターミナル内部
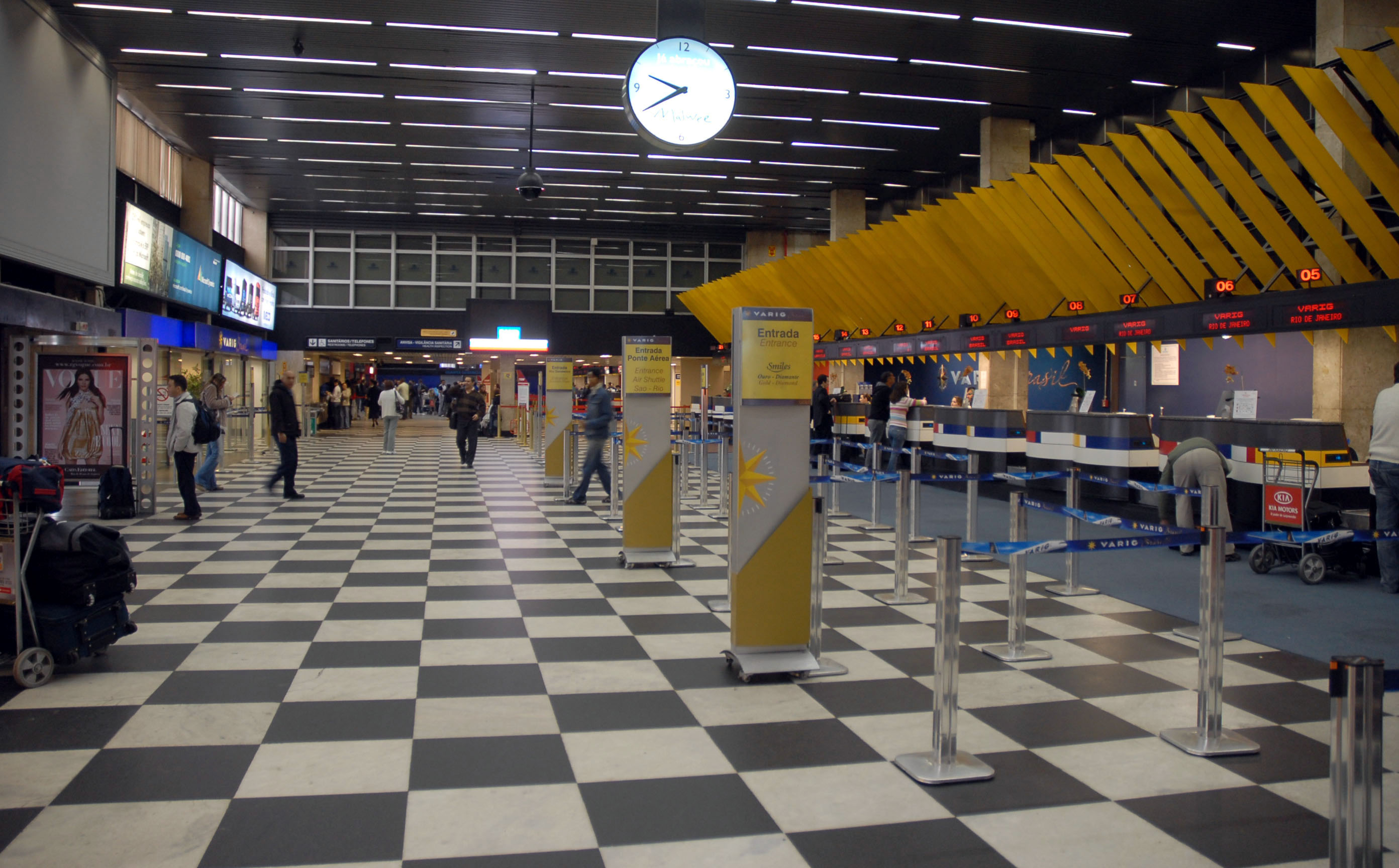
出発エリア

## 主な乗り入れ航空会社（一部）

### 現在
- アズールブラジル航空
- ゴル航空
- LATAM ブラジル

### 過去

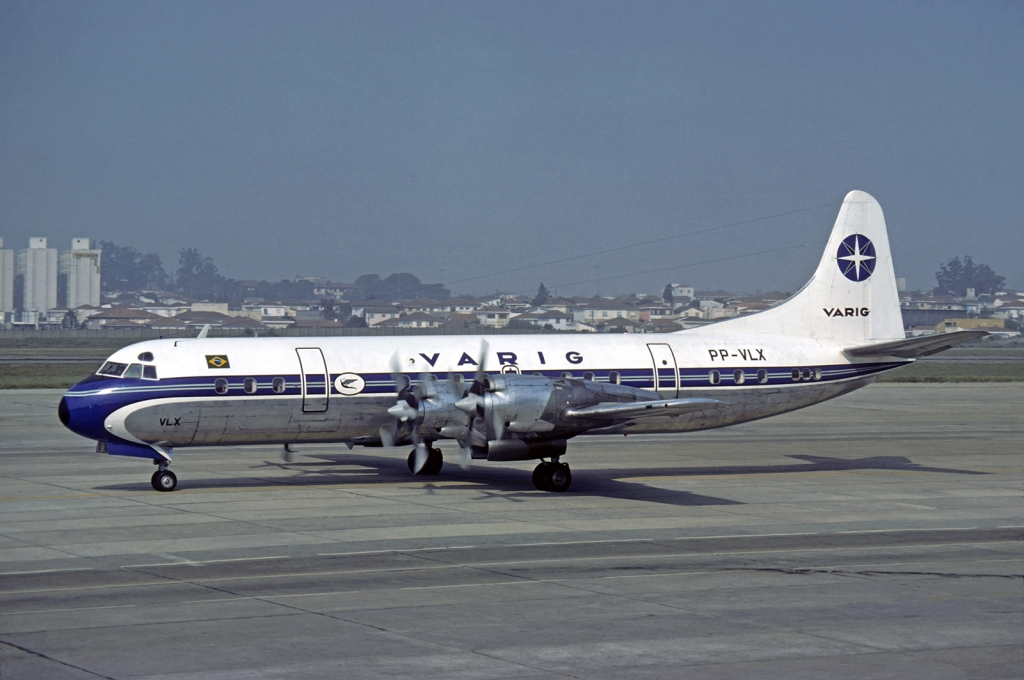
ヴァリグ・ブラジル航空のロッキード L-188（1945年）

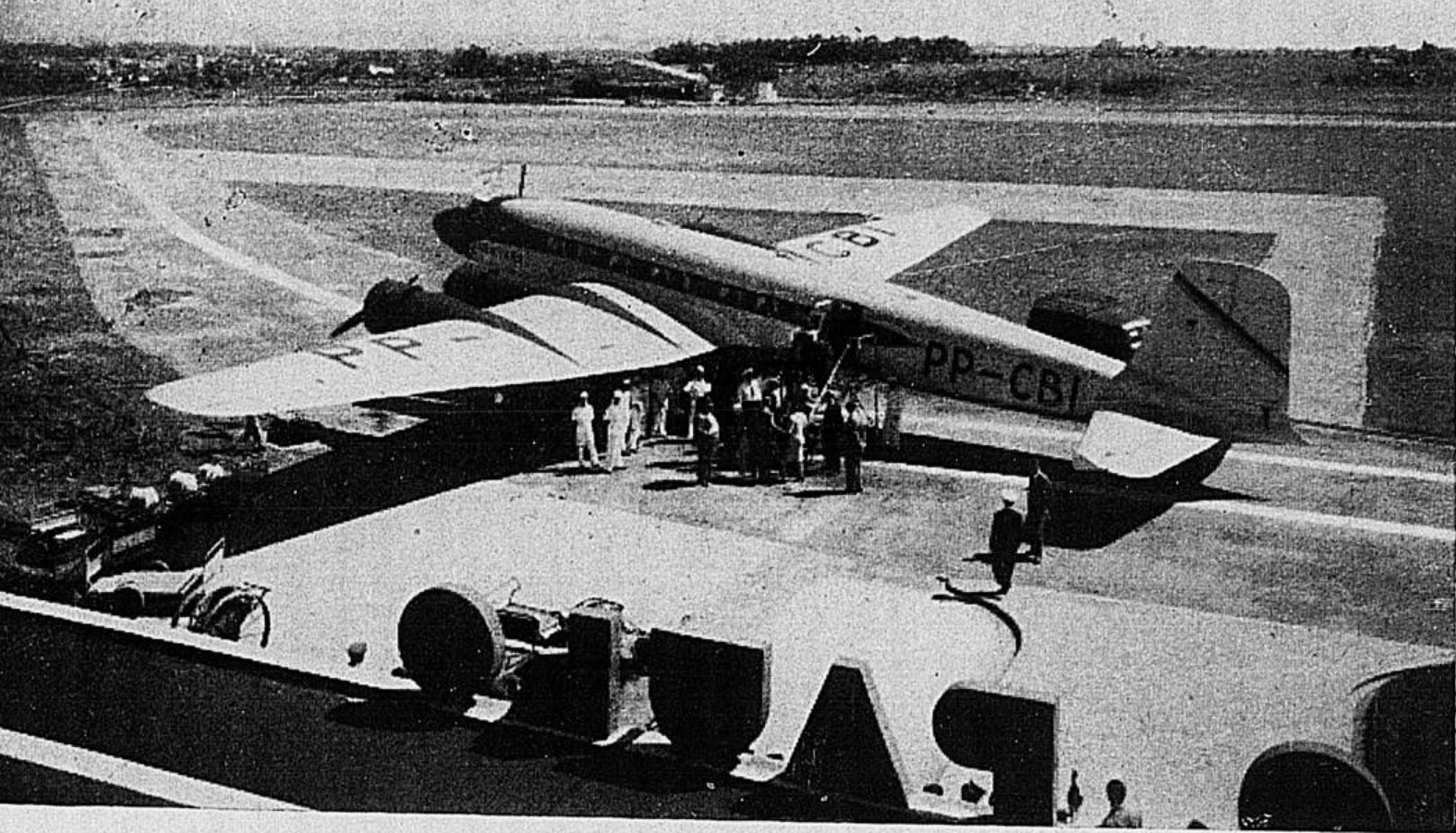
クルゼイロ航空のフォッケウルフFw 200（1945年）

- ヴァリグ・ブラジル航空
- クルゼイロ航空
- リオ・スール航空
- トランス・ブラジル航空
- VASP航空
- アビアンカ・ブラジル航空
- オーシャンエア
- BRA航空
- アルゼンチン航空
- PLUNA
- 日本航空
- アリタリア航空
- エールフランス航空
- ルフトハンザ航空
- イベリア航空
- ブラニフ航空

## 主な就航路線
ベレン、ベロオリゾンテ/コンフィンス、ボニート、ブラジリア、カンピーナス、カンポグランデ、クリチバ、フロリアノーポリス、フォルタレザ、フォス・ド・イグアス、マナウス、ポルトアレグレ、レシフェ、リオデジャネイロ/サントス、サルヴァドール

## 市内との交通
市内中心部車で15-30分程度とと近いことから、タクシーや自家用車でのアクセスの他、サンパウロ市内の主なホテルやバスターミナル、鉄道駅及び地下鉄駅との間には定期バスが高頻度で運行されている。なお、市内バスでの行先にある「AEROPORTO」（空港）行はこの空港を指す。地下鉄などはない。
また、グアルーリョス国際空港やヴィラコッポス国際空港との間にも、リムジンバスや各航空会社運行によるシャトルバスが運行されている。